# Eukleidovská metrika
Euklidovská metrika je metrika daná vztahem {\displaystyle m_{e}({\vec {a}},{\vec {b}})={\sqrt {\displaystyle \sum _{i=1}^{n}(a_{i}-b_{i})^{2}}}},
kde {\displaystyle {\vec {a}}} a {\displaystyle {\vec {b}}} jsou vektory o stejném počtu prvků.
Na reálné ose (jednorozměrný Eukleidovský prostor) je eukleidovská vzdálenost bodů rovna absolutní hodnotě vzdálenosti bodů:
{\displaystyle m_{e}(a,b)=|a-b|}